# Виленский военный округ

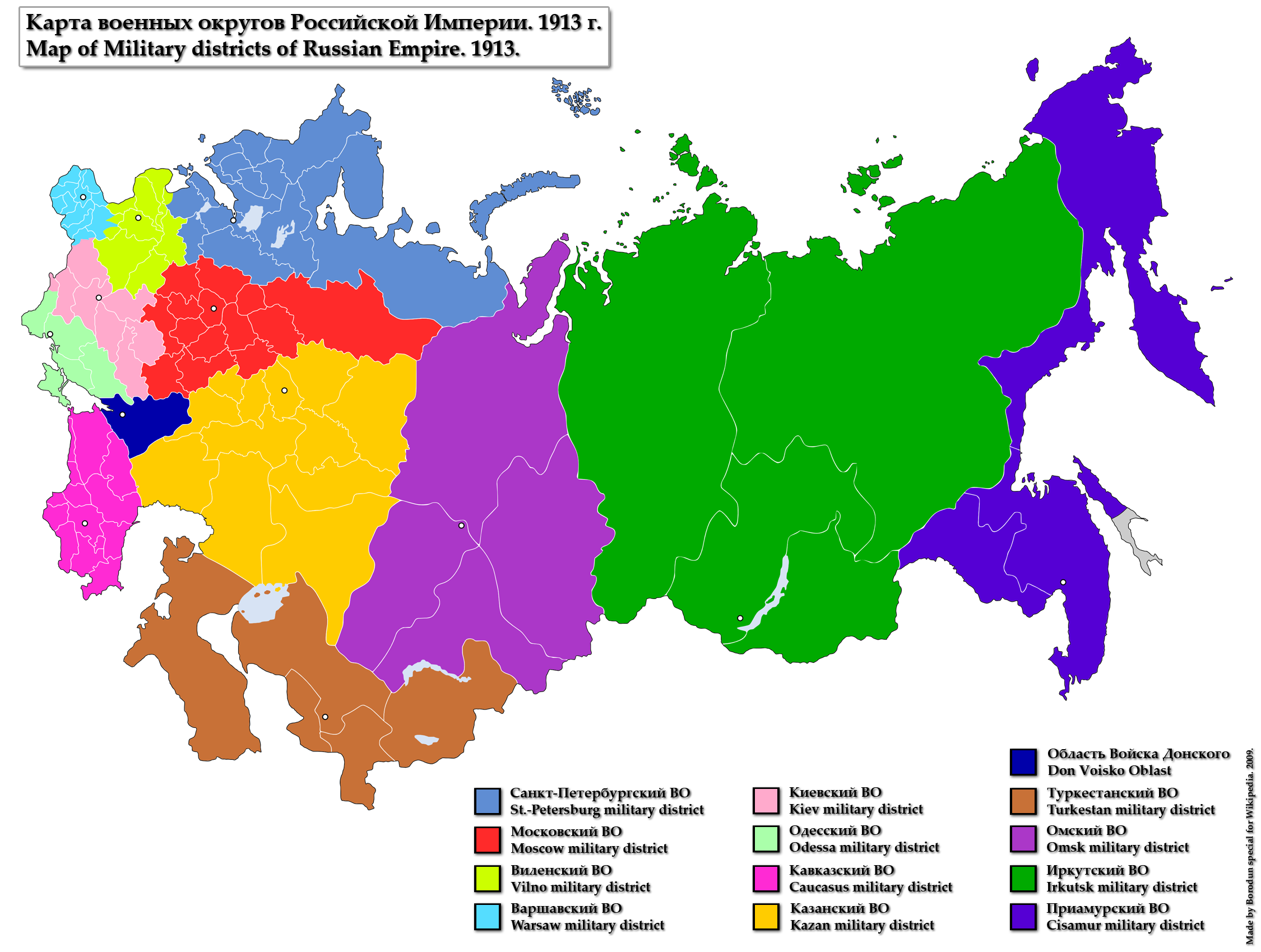
Карта военных округов. 1913 год.

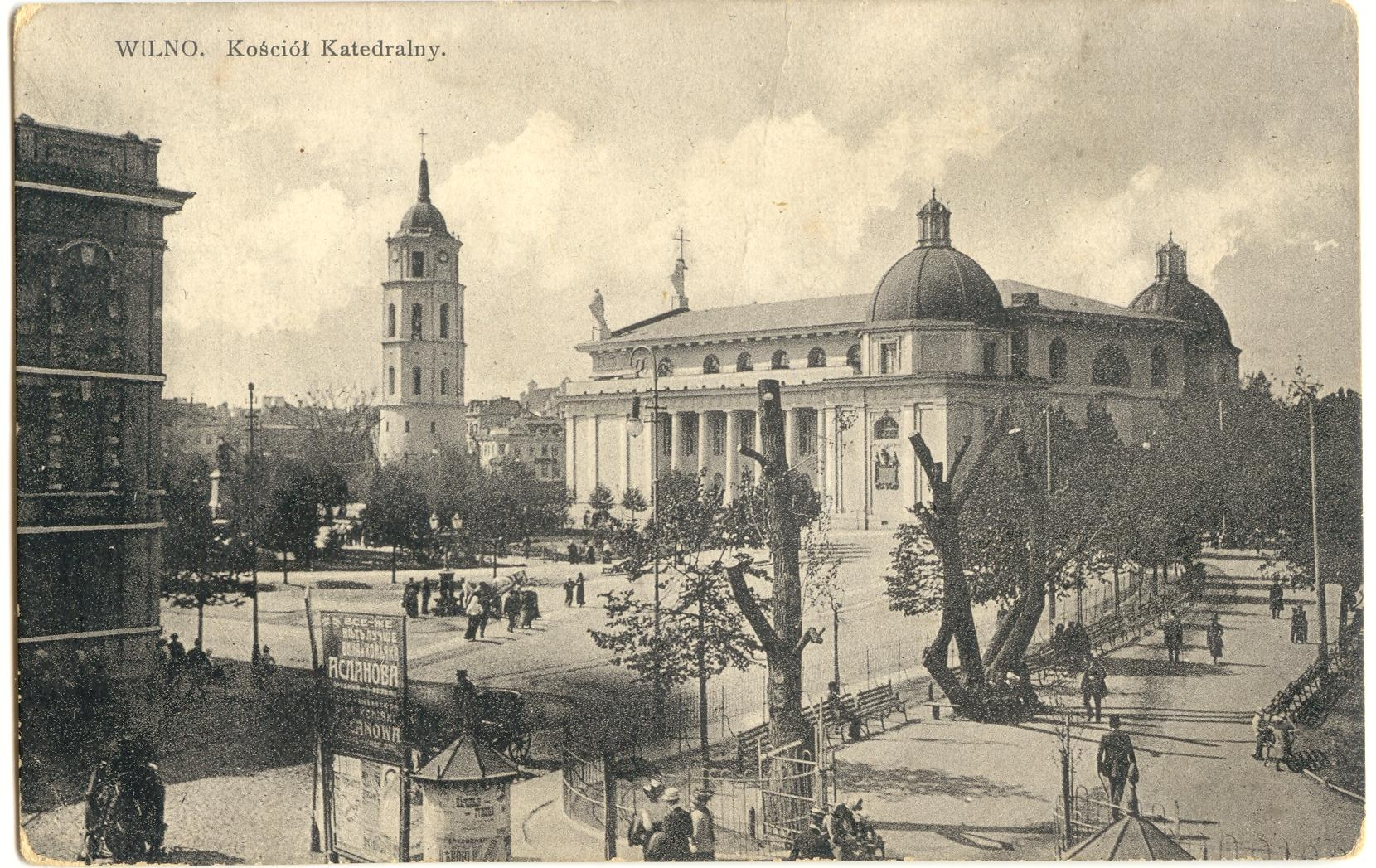
Кафедральный костёл (собор), город Вильно, вид до Первой мировой войны.

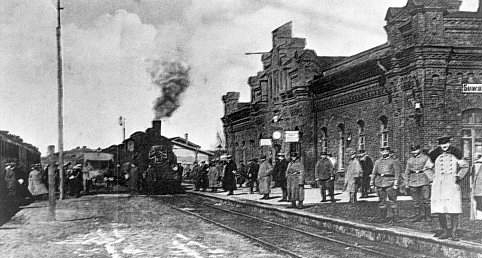
Железнодорожный вокзал, город Сувалки, 1917 год.

Виленский военный округ — объединение, один из первых военных округов в Российской империи, образован 6 июля 1862 года во время военной реформы министра Д. А. Милютина на базе части соединений 1-й армии.

## История округа
Виленский военный округ был сформирован 6 июля 1862 года во время военной реформы министра Д. А. Милютина, которая предусматривала переход на военно-окружную систему управления сухопутными войсками. Зачастую командующий войсками Виленского округа одновременно занимал должность Виленского, Ковенского и Гродненского генерал-губернатора (1 июля 1912 года генерал-губернаторство было упразднено). В 1870 году к Виленскому была присоединена большая часть упразднённого тогда же Рижского военного округа.
Территориальный состав округа: Виленская, Ковенская, Гродненская (с 1893 года — крепость Брест, с 1907 года — все уезды губернии, кроме Гродненского и Слонимского), Лифляндская, Курляндская (1862—1864 годов и после 1870 года), Минская, Могилевская, Витебская (с 1910 года — без Люцинского, Невельского и Себежского уездов), Сувалкская (с 1875 года).
С начала Великой войны, в июле 1914 года, при штабе округа было образовано Полевое управление 1-й армии и началось сформирование состава армии. Полевое управление 1-й армии ликвидировано в начале 1918 года.
С 1906 по 1915 год штабом округа издавалась газета «Виленский военный листок».

## Состав, штаб-квартира
- управление, Вильно;
- 2-й армейский корпус (II армейский корпус), Гродно;
- 3-й армейский корпус (III армейский корпус), Вильно;
- 4-й армейский корпус (IV армейский корпус), Минск;
- 20-й армейский корпус (XX армейский корпус), Рига;
- конница II, III, IV, и XX армейских корпусов;
- вспомогательные войска;
- Крепости и укреплённые пункты: Ковна, Усть-Двинск, Двинск, Олита, Гродна[6].
- Виленский военно-окружной суд
- и другие.

## Командующие войсками Виленского военного округа (1862—1914)
| №   | в должности                       | в чинах |
| --- | --------------------------------- | --- |
| 1.  | 6 июля 1862 — 1 мая 1863          | генерал-лейтенант, генерал-адъютант Владимир Петрович Назимов                                                    |
| 2.  | май 1863 — апрель 1865            | генерал от инфантерии Михаил Николаевич Муравьёв                                                                 |
| 3.  | 17 апреля 1865 — октябрь 1866     | инженер-генерал, генерал-адъютант Константин Петрович фон Кауфман                                                |
| 4.  | 9 октября 1866 — 2 марта 1868     | генерал-лейтенант, генерал-адъютант Эдуард Трофимович Баранов                                                    |
| 5.  | 28 февраля 1868 — июль 1874       | генерал-лейтенант, генерал-адъютант Александр Львович Потапов                                                    |
| 6.  | 22 июля 1874 — 18 мая 1880        | генерал-лейтенант (с 16 апреля 1878 — генерал от кавалерии) Пётр Павлович Альбединский                           |
| 7.  | 18 мая 1880 — 19 июня 1884        | инженер-генерал, генерал-адъютант Эдуард Иванович Тотлебен                                                       |
| 8.  | 23 сентября 1884 — 11 марта 1886  | генерал-лейтенант (с 6 мая 1884 — генерал от инфантерии) Александр Павлович Никитин                              |
| 9.  | 13 марта 1886 — 11 февраля 1895   | генерал от инфантерии Николай Степанович Ганецкий                                                                |
| 10. | 1897—1901                         | генерал от инфантерии, генерал-адъютант Виталий Николаевич Троцкий                                               |
| 11. | 1901—1902                         | генерал от инфантерии Александр Викентьевич Гурчин 2-й                                                           |
| 12. | 10 ноября 1902 — 11 сентября 1904 | генерал от инфантерии Оскар-Фердинанд Казимирович Гриппенберг                                                    |
| 13. | 1904—1905                         | генерал от инфантерии Александр Александрович Фрезе                                                              |
| 14. | 1905 — 17 марта 1909              | генерал-лейтенант Константин Фаддеевич Кршивицкий                                                                |
| 15. | 17 марта 1909 — 17 октября 1910   | генерал-лейтенант (с 17 октября 1910 — генерал от инфантерии), генерал-адъютант Сергей Константинович Гершельман |
| 16. | 23 ноября 1910 — 17 января 1913   | генерал-лейтенант (с 6 декабря 1910 — генерал от инфантерии) Фёдор Владимирович Мартсон                          |
| 17. | 20 января 1913 — 19 июля 1914     | генерал от кавалерии, генерал-адъютант Павел Карлович фон Ренненкампф                                            |

## Виленские, Ковенские и Гродненские генерал-губернаторы (1855—1912 гг.)
- 1855 — май 1863 — генерал-адъютант, генерал-лейтенант Владимир Петрович Назимов
- май 1863 — апрель 1865 — генерал от инфантерии Михаил Николаевич Муравьёв
- 17 апреля 1865 — октябрь 1866 — генерал-адъютант, инженер-генерал Константин Петрович фон Кауфман
- 9 октября 1866 — 2 марта 1868 — генерал-адъютант, генерал-лейтенант Эдуард Трофимович Баранов
- 28 февраля 1868 — июль 1874 — генерал-адъютант, генерал-лейтенант Александр Львович Потапов
- 22 июля 1874—1880 — генерал-лейтенант (с 16 апреля 1878 генерал от кавалерии) Пётр Павлович Альбединский
- 1880—1884 — инженер-генерал, генерал-адъютант Эдуард Иванович Тотлебен
- 1884—1893 — генерал Иван Семенович Каханов
- 1893—1897 — генерал Пётр Васильевич Оржевский
- 1897—1901 — генерал-адъютант, генерал от инфантерии Виталий Николаевич Троцкий
- 1902—1904 — генерал Пётр Дмитриевич Святополк-Мирский
- 1904—1905 — генерал от инфантерии Александр Александрович Фрезе
- 1905 — 17 марта 1909 — генерал-лейтенант Константин Фадеевич Кршивицкий

## Расформирование округа
Упразднён 19 июля 1914 года. Органы управления и учреждения округа использованы при формировании управлений (штаба) Двинского военного округа, из войск округа сформирована 1-я армия.